# Aiguille (géologie)

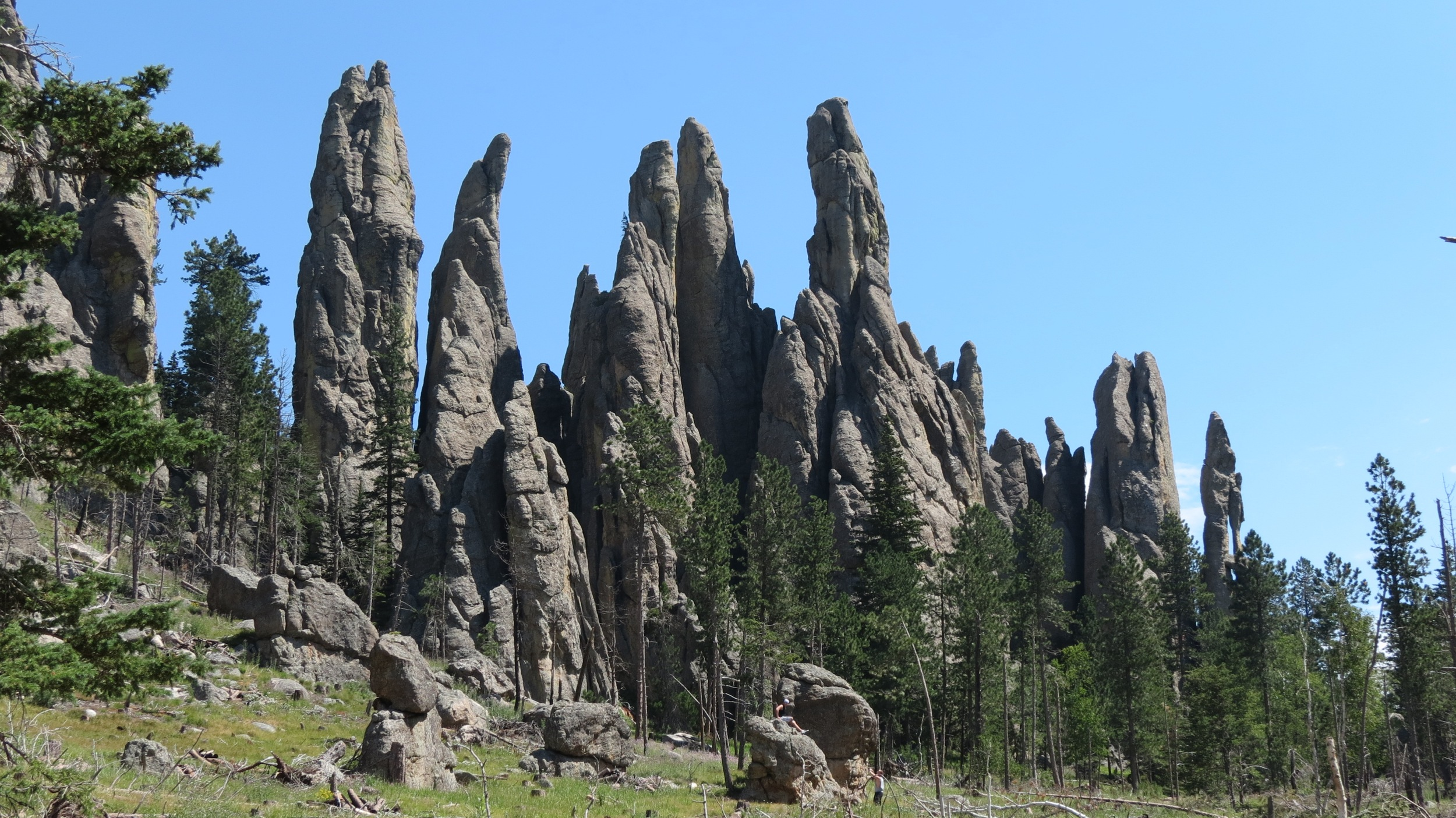
Des aguilles situées dans les collines Noires (Dakota du Sud).

Une aiguille est une colonne de roche haute, élancée et souvent pointue. Une aiguille est en géomorphologie un type spécifique de pinacle.
La formation des aiguilles a des origines diverses selon les climats et les roches qui les composent. En conséquence, elles se trouvent dans les paysages sous contrôle lithologique dominant.

## Aiguilles de conglomérat ou de grès

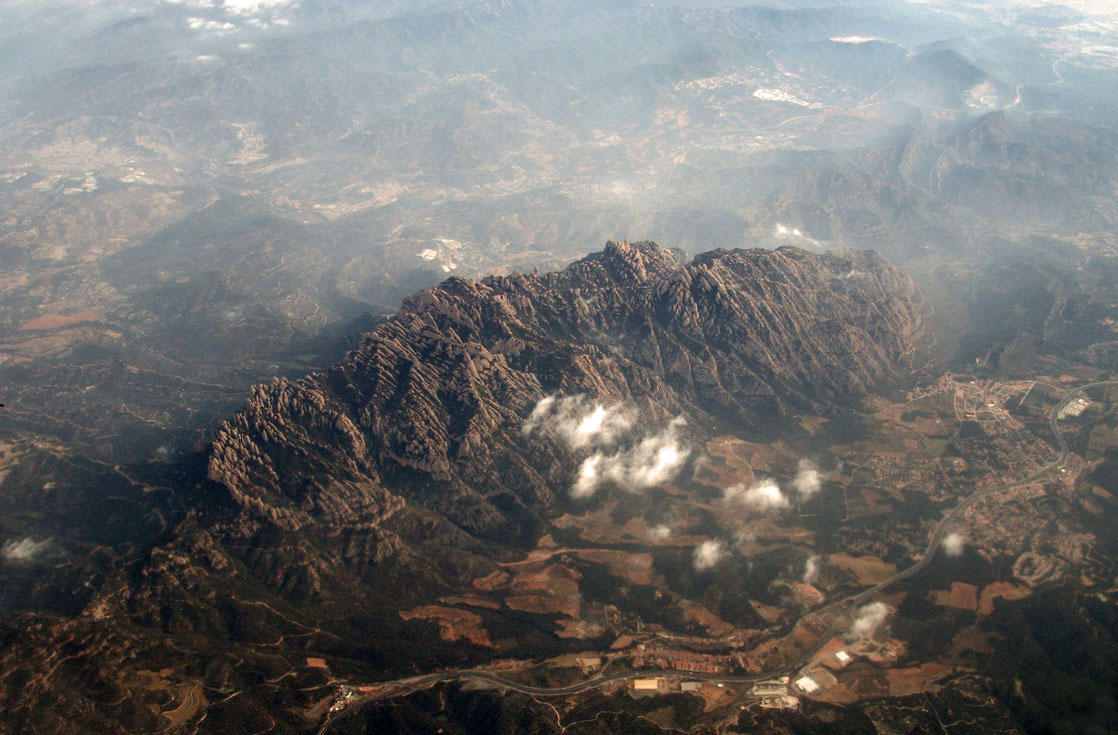
Vue aérienne du massif de Montserrat où les familles verticales de diaclases entre les aiguilles sont bien visibles.

Certains formations de conglomérat peuvent développer un modelé sous forme d'aiguilles, d'autant plus s'il y a des familles verticales de diaclases où l'eau d'infiltration puisse pénétrer et dissoudre le ciment de la roche sédimentaire. Ce type d'aiguille est une morphologie pseudokarstique. Les aiguilles développées sur les conglomérats sont peu élancées et pointues.
Il y a des massifs de conglomérat ou de grès où les aiguilles se sont formées.
- Ceahlău en Roumanie, ou le Parc national Ceahlău est situé ;
- Ciucaș en Roumanie ;
- Montserrat en Catalogne (Espagne).

Parfois les aiguilles de grès sont des Vingerklip, la dernière représentation d'un niveau de grès cohérente dans une butte-témoin très érodée.

## Aiguilles granitiques de haute montagne

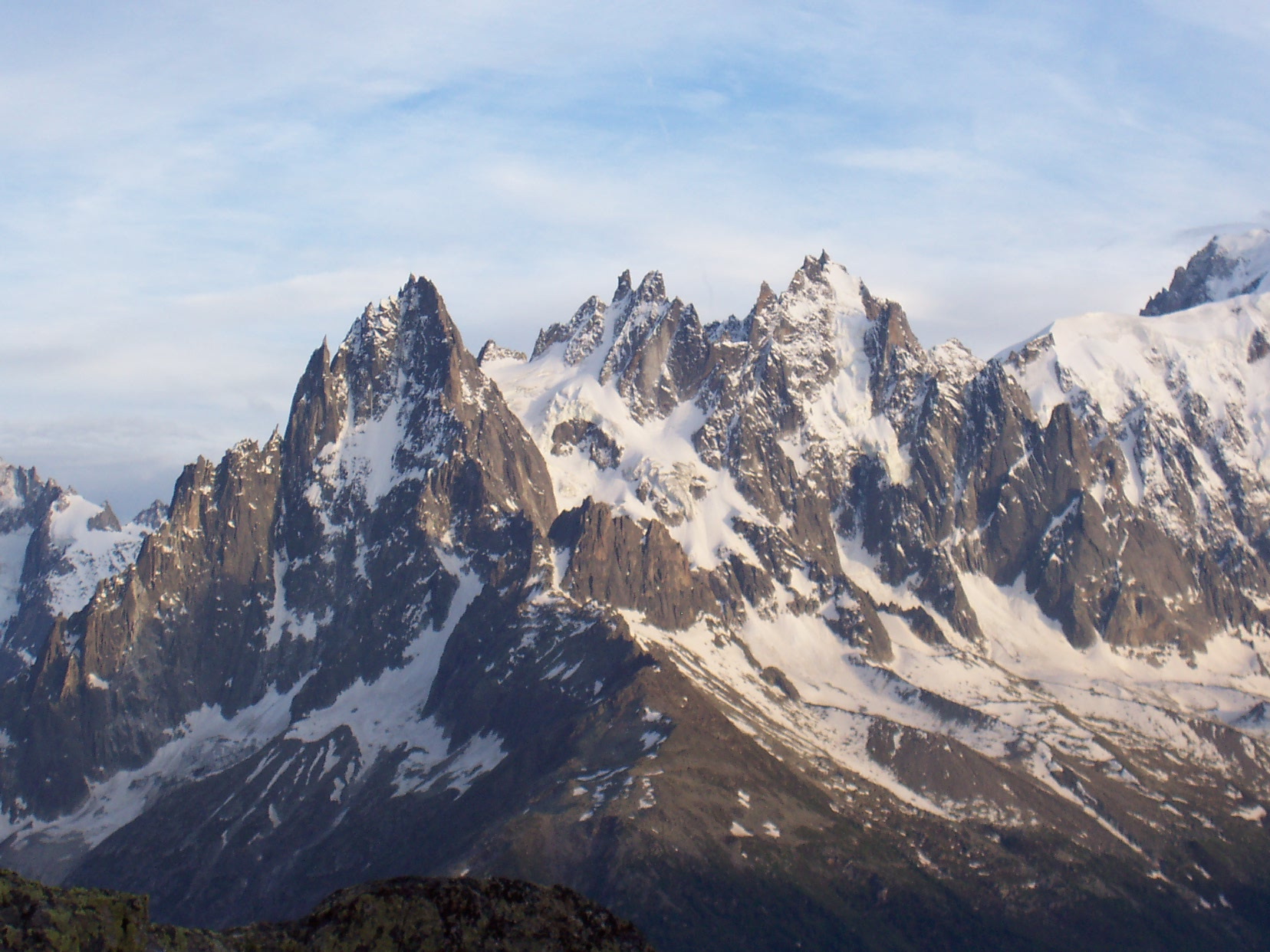
Versant nord-ouest des aiguilles de Chamonix.

En haute montagne, les roches granitiques se présentent sous forme d'aiguilles. Ces roches présentent plusieurs familles de diaclases. Ainsi, l'eau peut s'accumuler le jour dans les diaclases verticales et geler la nuit, ce qui va les agrandir. Ce processus d'altération météorique appelé cryoclastie finit par faire éclater la roche. Des blocs de roche tombent (éboulisation), et une surface verticale de granite correspondant à une diaclase découverte reste sur place.
Ce sont des exemples célèbres d'aiguilles granitiques de haute montagne :
- l'aiguille des Grands Montets dans le massif du Mont-Blanc en Haute-Savoie ;
- les aiguilles de Bavella en Corse ;
- les aiguilles de Chamonix dans le massif du Mont-Blanc en Haute-Savoie ;
- les aiguilles de Popolasca en Corse ;
- le cerro Torre en Patagonie (Argentine/Chili) ;
- les pointes et aiguille de l'Épéna dans le massif de la Vanoise en Haute-Savoie.

## Aiguilles calcaires

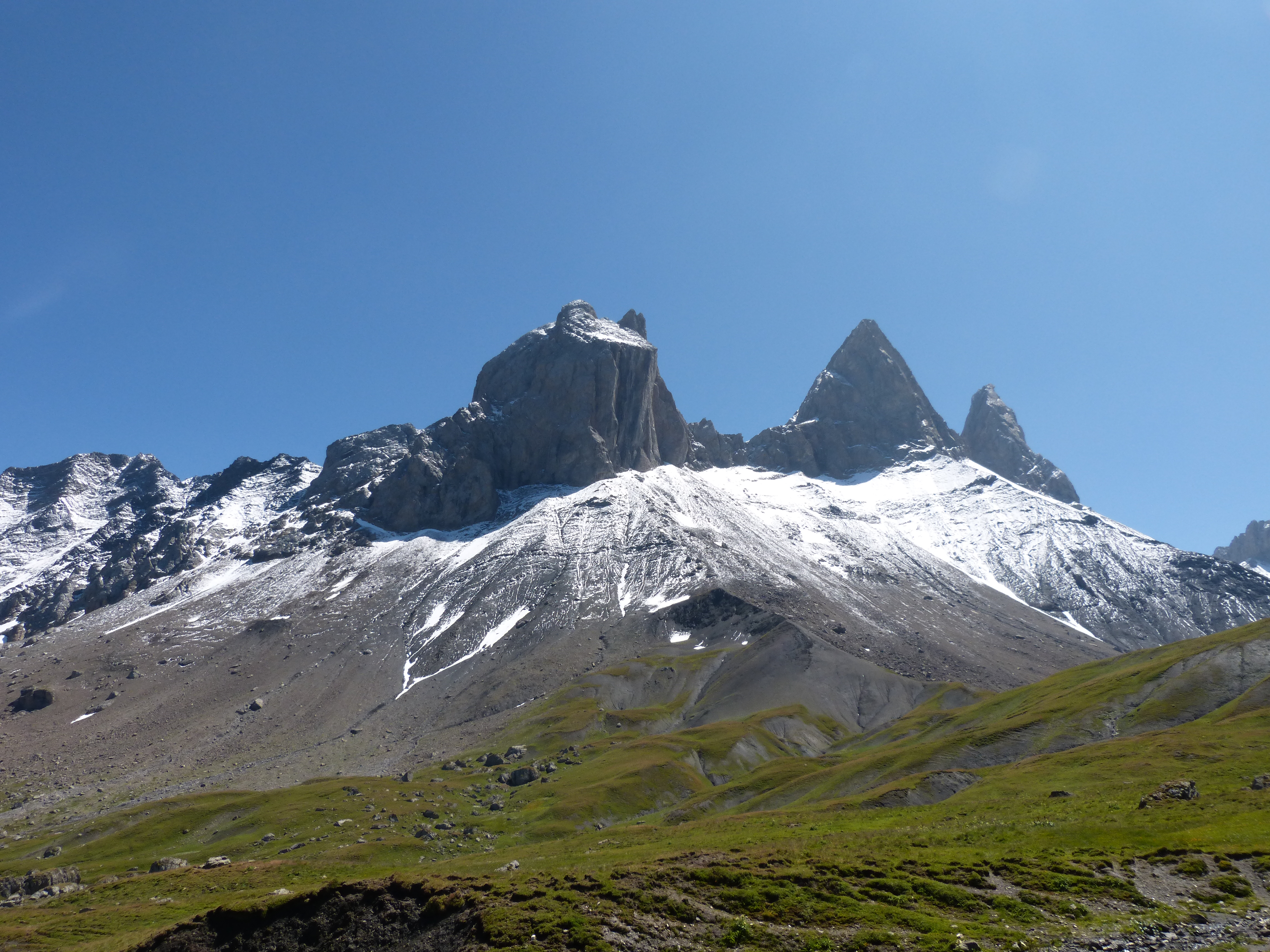
Les aiguilles d'Arves, vues depuis Albiez. De gauche à droite : l'aiguille Septentrionale, l'aiguille Centrale et l'aiguille Méridionale, modelées principalement dans le calcaire nummulitique.

Les roches calcaires peuvent être modelées en forme d'aiguille.
Ce sont des exemples célèbres d'aiguilles calcaires :
- les aiguilles d'Arves dans le massif homonyme en France ;
- les aiguilles de Chabrières dans le massif des Écrins en France ;
- le mont Aiguille dans le massif du Vercors en France, en fait une butte-témoin.

Dans le modelé karstique du domaine tropical et subtropical, le lapiaz peut évoluer vers formes effilées comme les tsingys, (nom emprunté du malgache signifiant « aiguille »).
Ce sont des exemples célèbres de tsingys :
- Tsingy de l'Ankarana les tsingys d'Ankarana à Madagascar ;

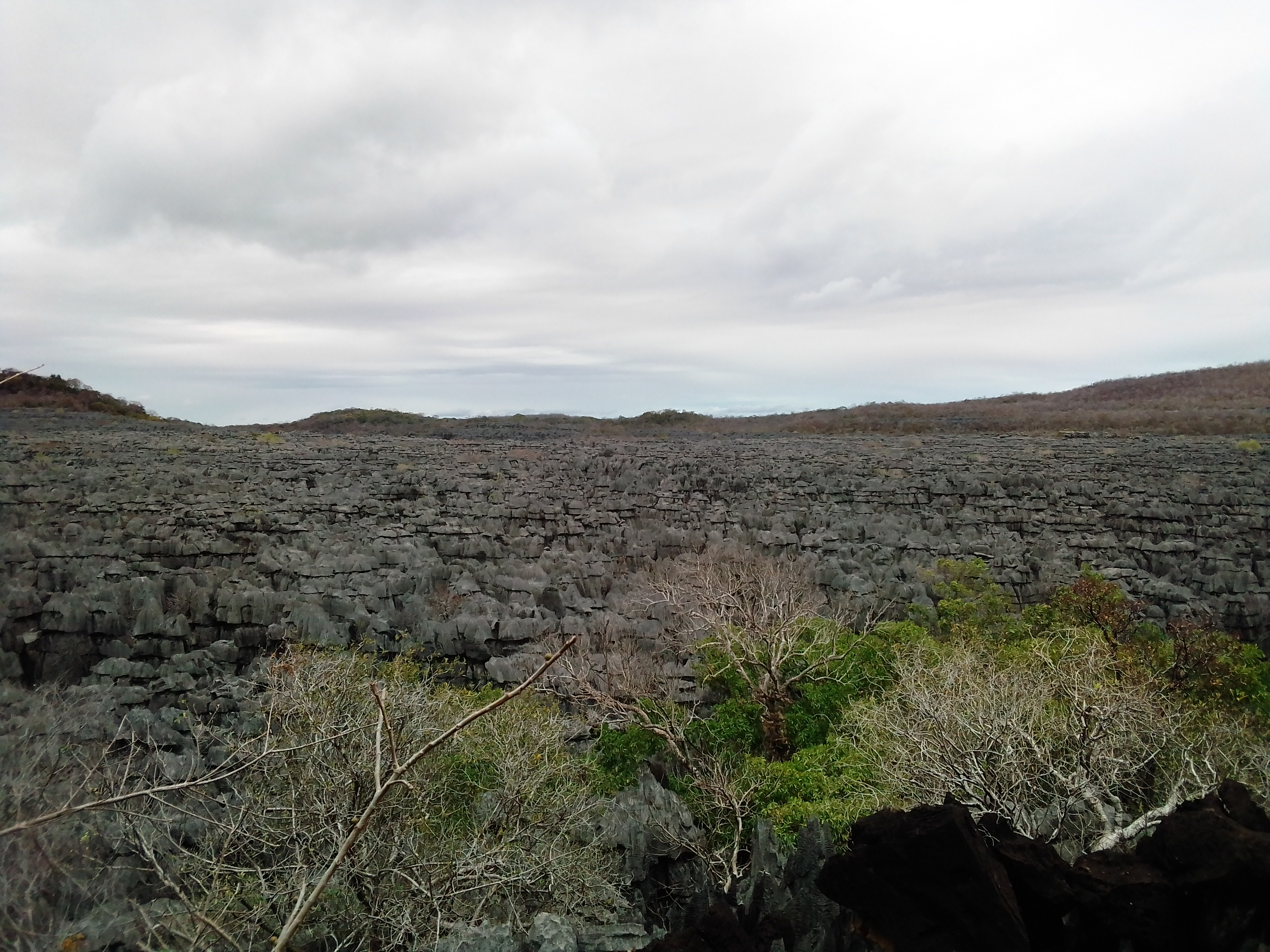
Tsingy de l'Ankarana

- les tsingys de Bemaraha à Madagascar ;
- les forêts de pierre du karst de Shilin en Chine.

## Aiguilles côtières

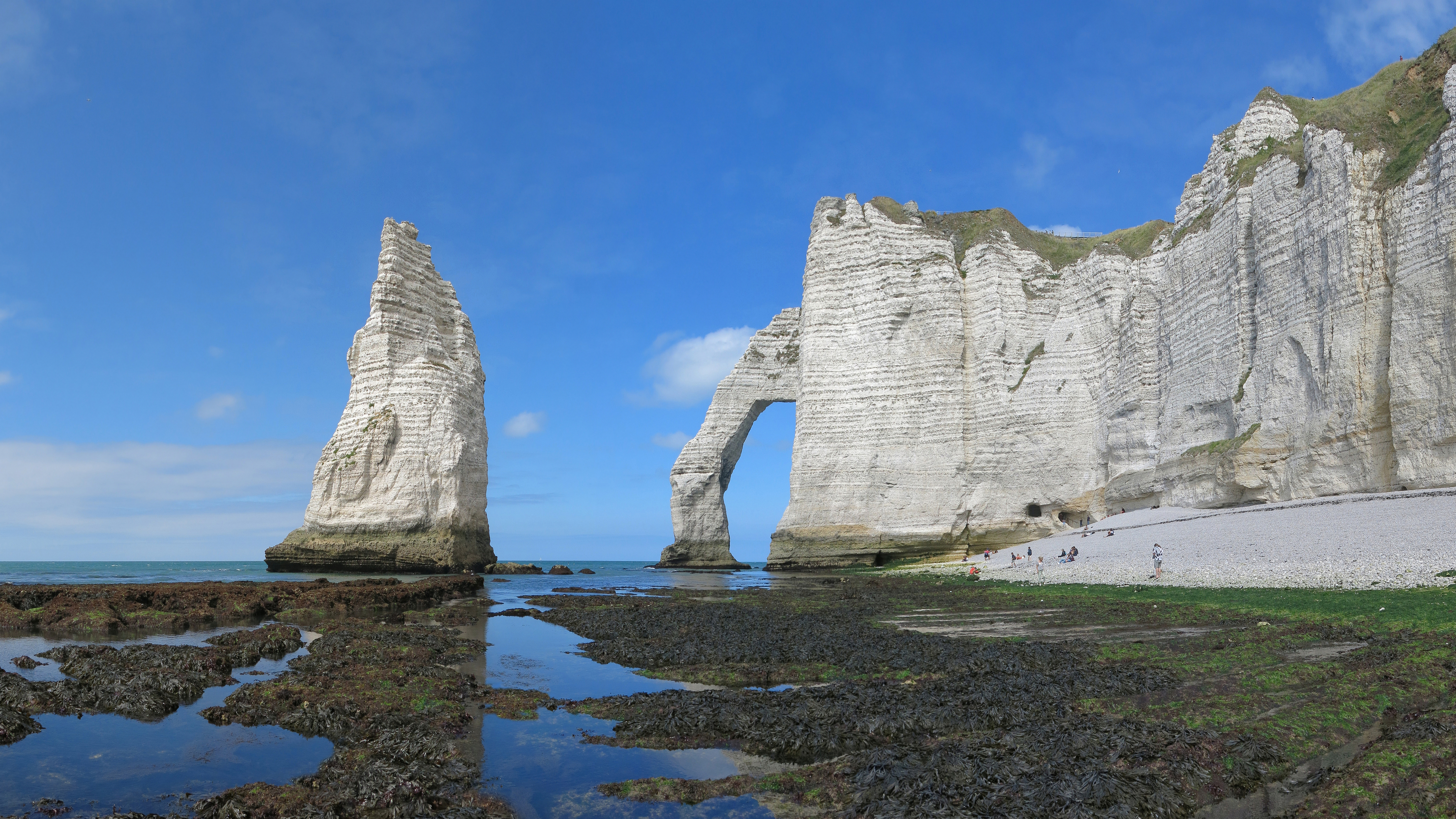
La célèbre aiguille d'Étretat en Normandie.

L'érosion marine peut faire reculer une falaise et détacher du litoral une aiguille de pierre, pouvant former ou non une île. Une aiguille côtière est un type spécifique d'éperon d'érosion marine ou stack.
Ce sont des exemples célèbres d'aiguilles côtières :
- l'aiguille d'Étretat ;
- les aiguilles de Port-Coton à Belle-Île-en-Mer ;
- le Pinacle à Jersey ;
- les rochers de porphyre des Calanques de Piana en Corse ne sont pas tous des éperons d'érosion marine.

## Galerie

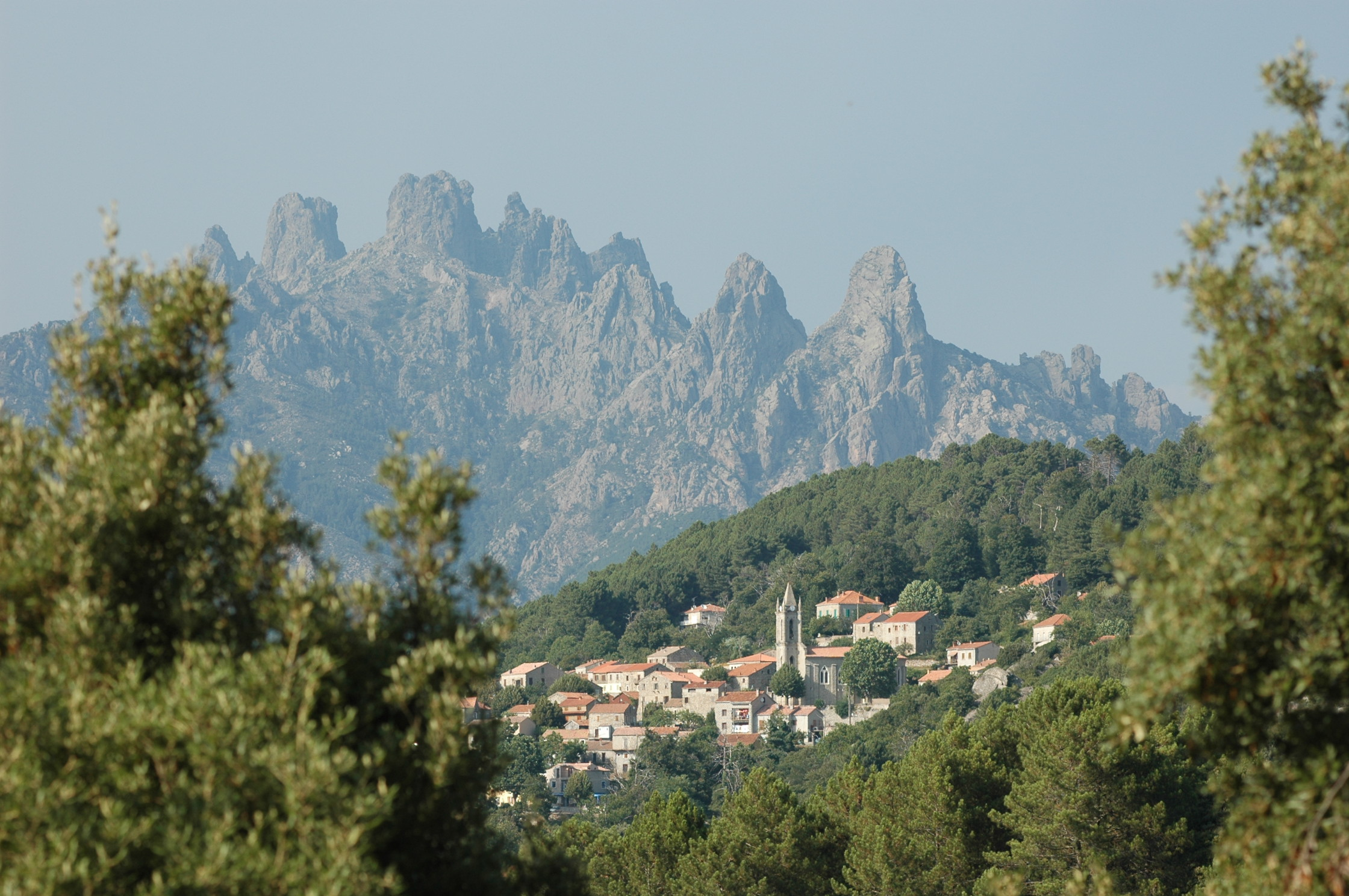
Le village de Zonza au pied des aiguilles de Bavella.Le pont suspendu du Tsingy de l'Ankarana-Antsiranana-Madagascar.
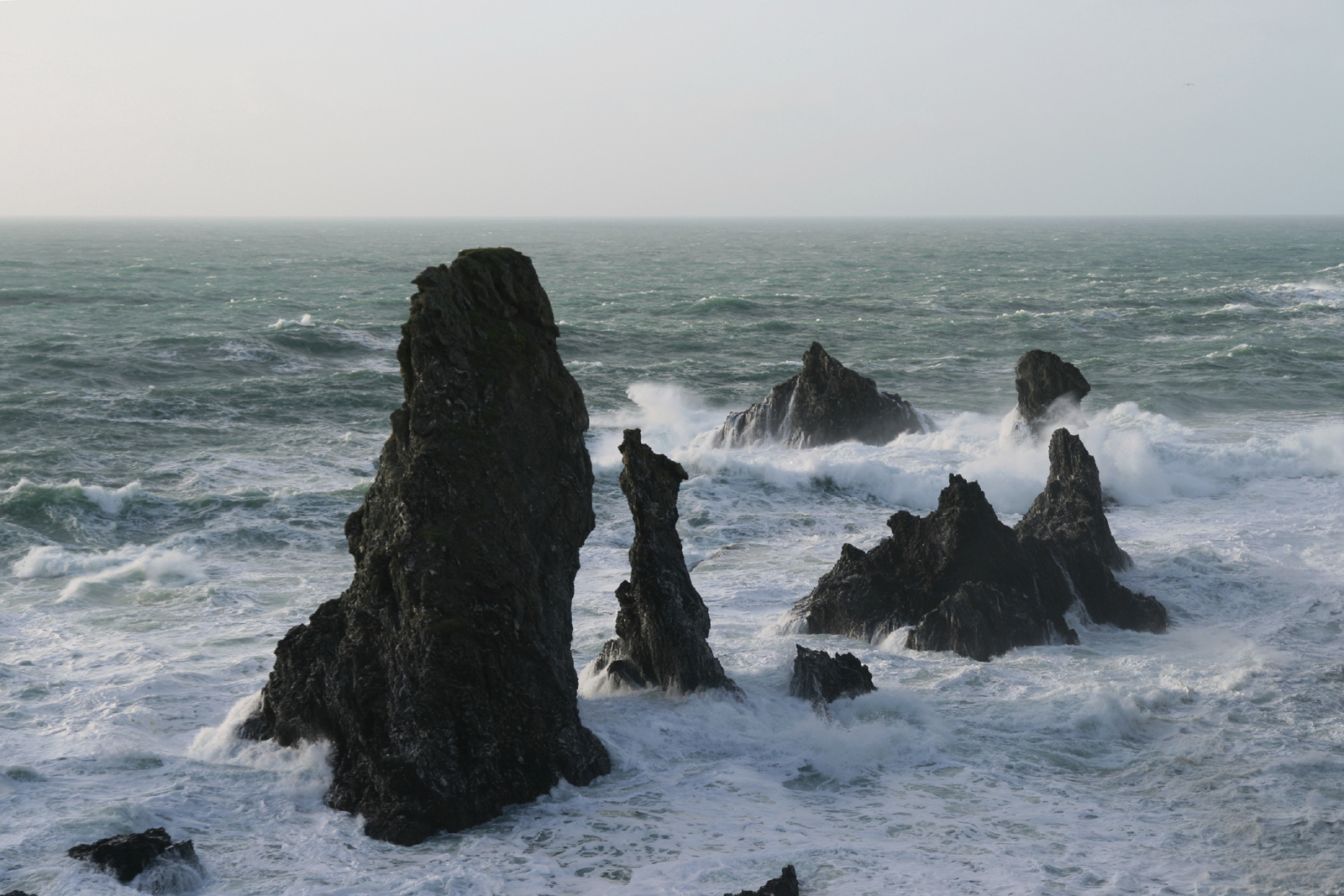
Les aiguilles de Port-Coton à Belle-Île-en-Mer en France. Elles sont l'objet de plusieurs tableaux de Claude Monet.
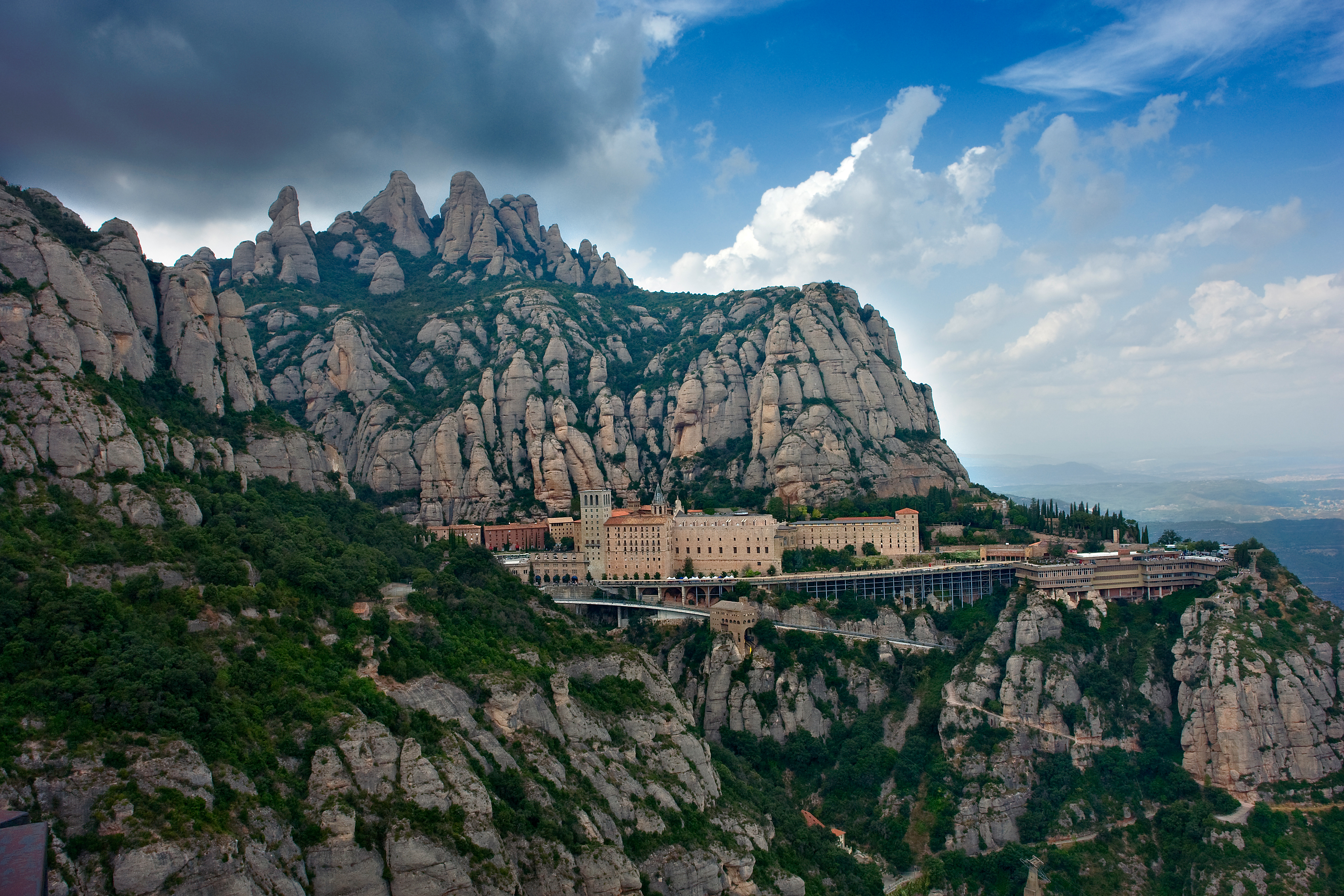
Des aiguilles de conglomérat au sommet du massif de Montserrat (Catalogne).
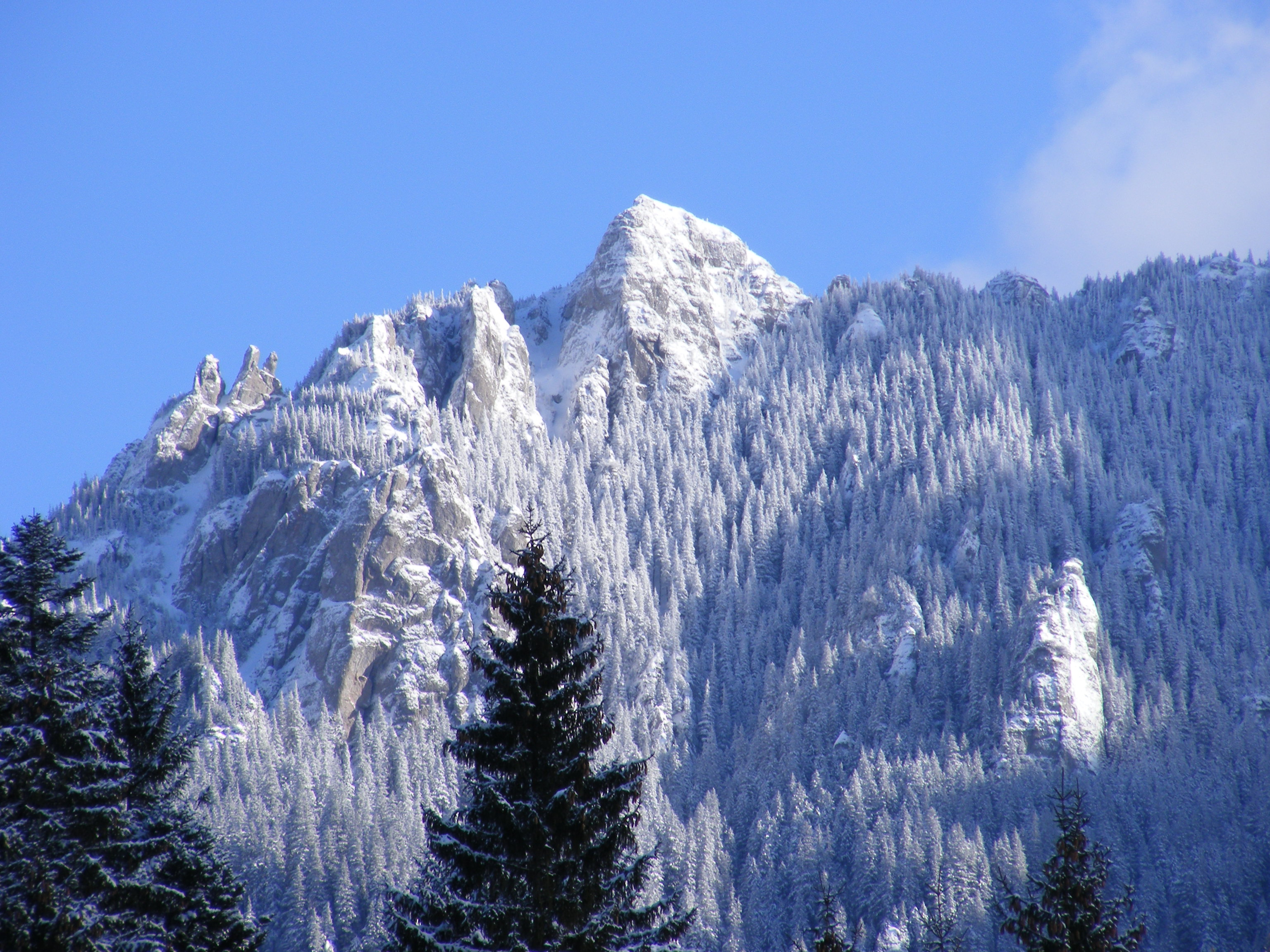
Des aiguilles dans le massif du Ceahlău en Roumanie.
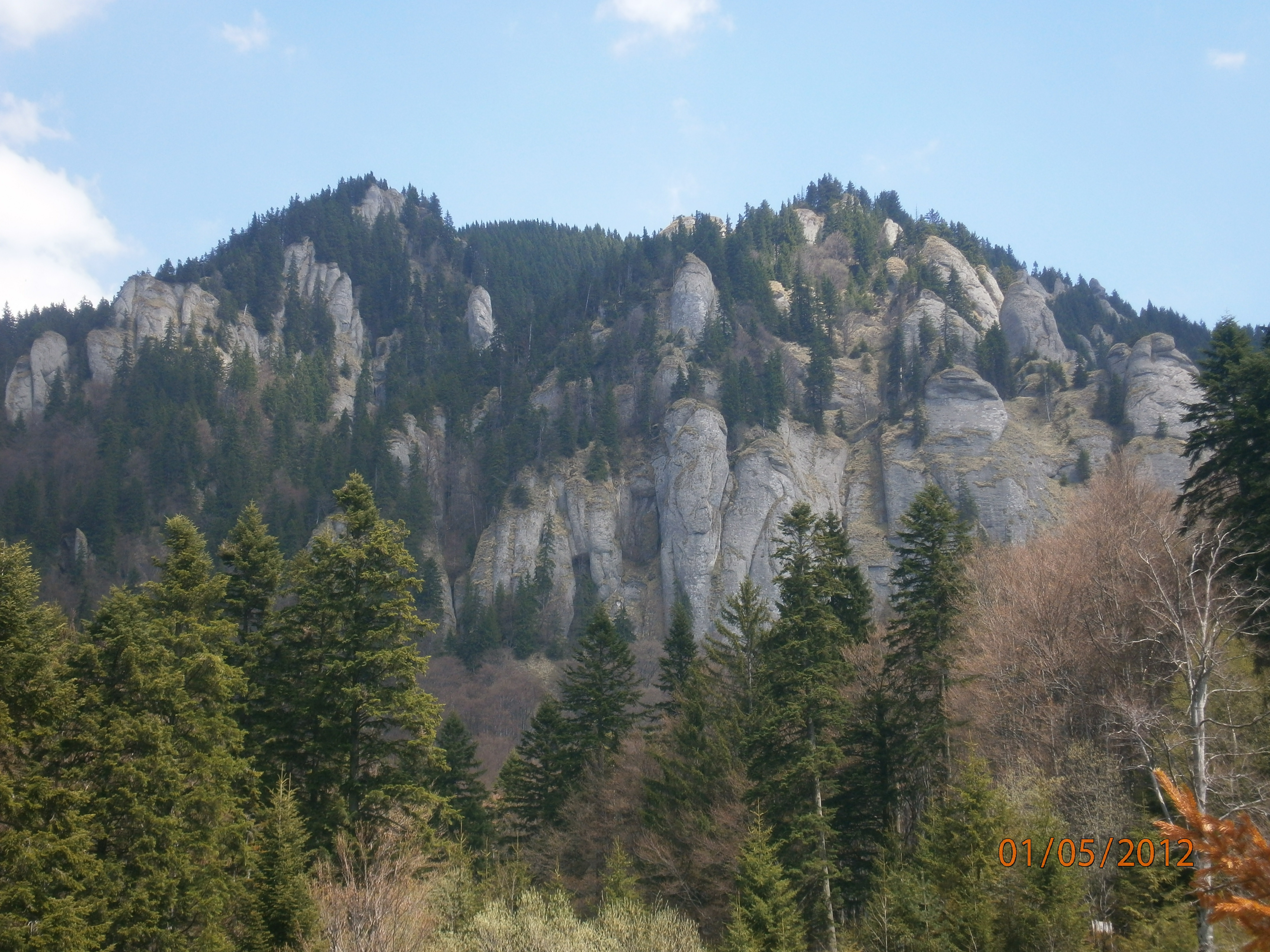
Des aiguilles dans les monts Ciucaș en Romanie.
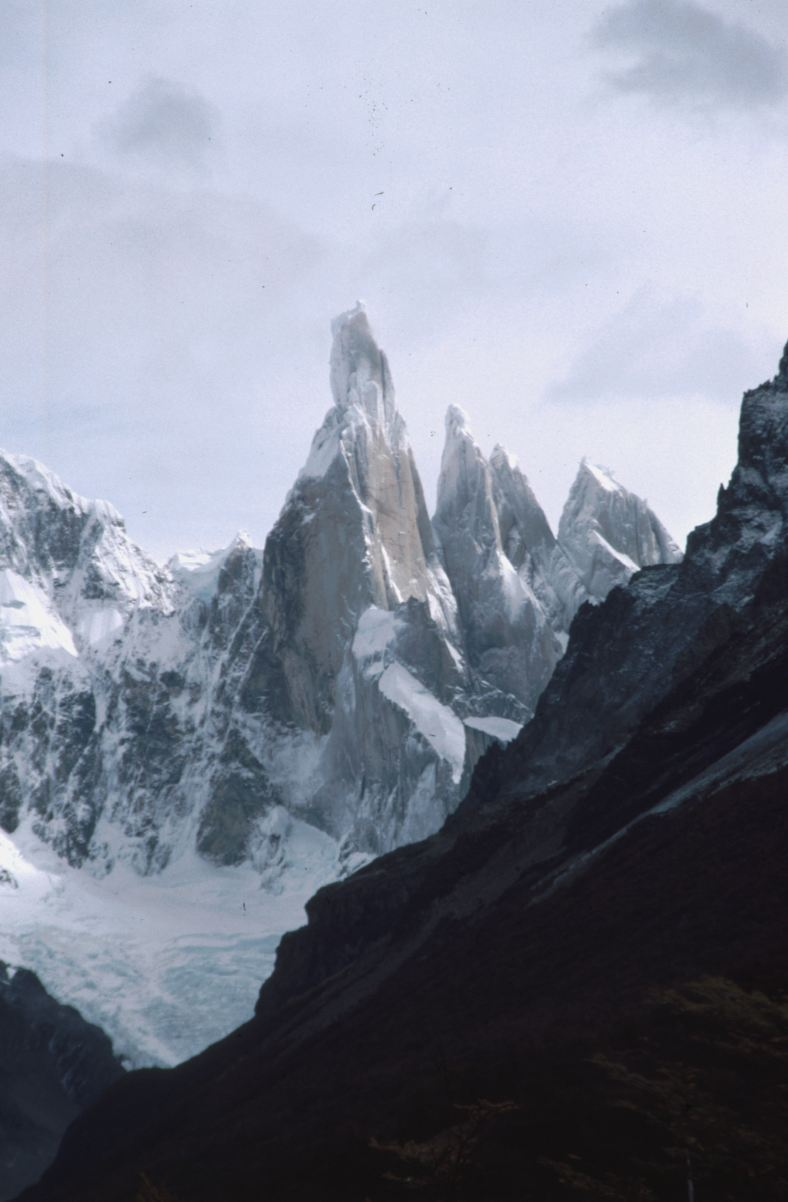
Le cerro Torre en Patagonie.
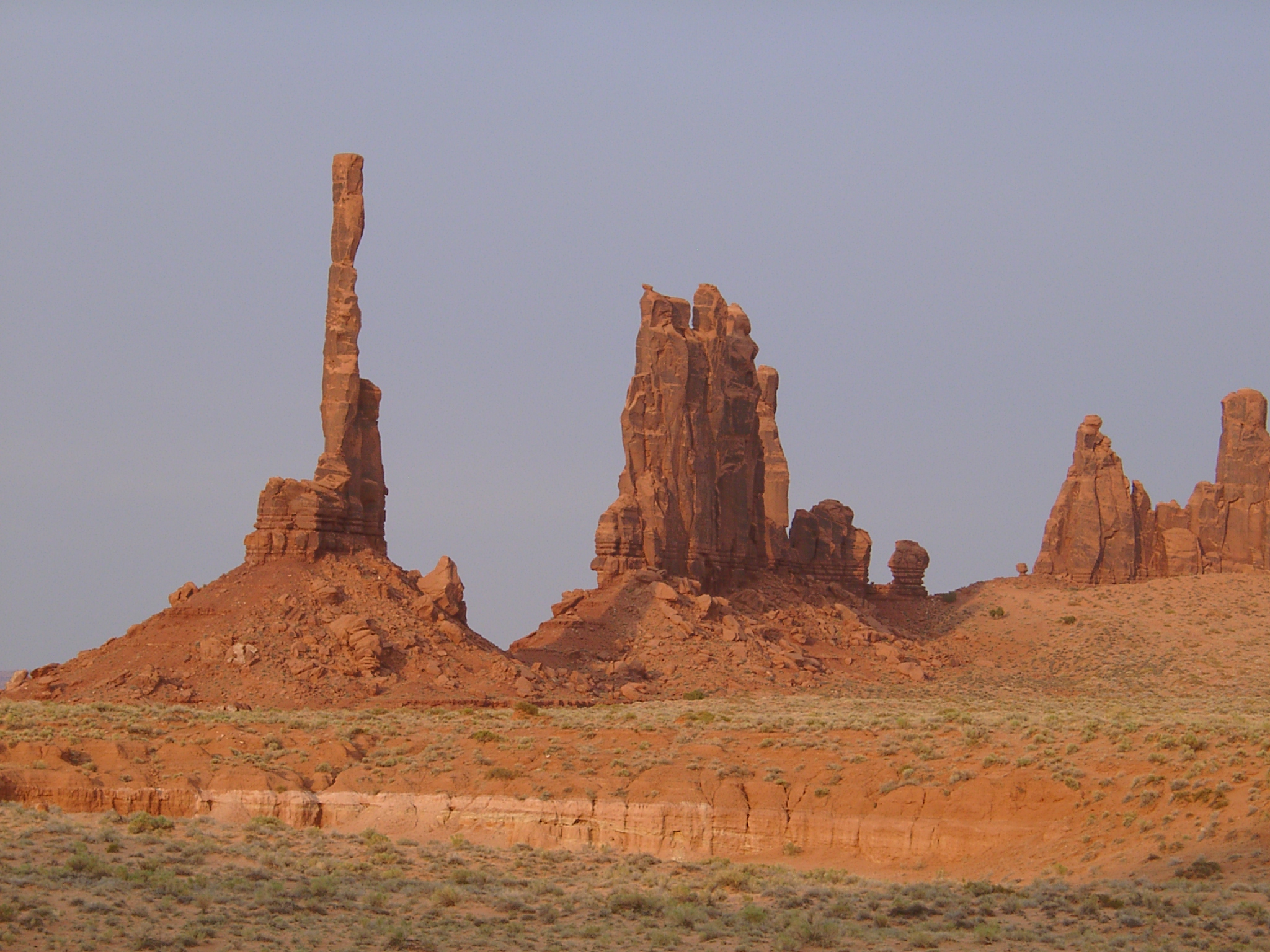
Le Totem Pole à Monument Valley.